# أنتوني ويست
أنتوني ويست (بالإنجليزية: Anthony West)‏ (4 أغسطس 1914 في المملكة المتحدة - 27 ديسمبر 1987)؛ روائي بريطاني.